# Xã Clear Creek, Quận Keokuk, Iowa
Xã Clear Creek (tiếng Anh: Clear Creek Township) là một xã thuộc quận Keokuk, tiểu bang Iowa, Hoa Kỳ. Năm 2010, dân số của xã này là 222 người.